# Mueang Lop Buri (huyện)
Mueang Lop Buri (tiếng Thái: เมืองลพบุรี) là huyện thủ phủ (Amphoe Mueang) của tỉnh Lopburi, miền trung Thái Lan.

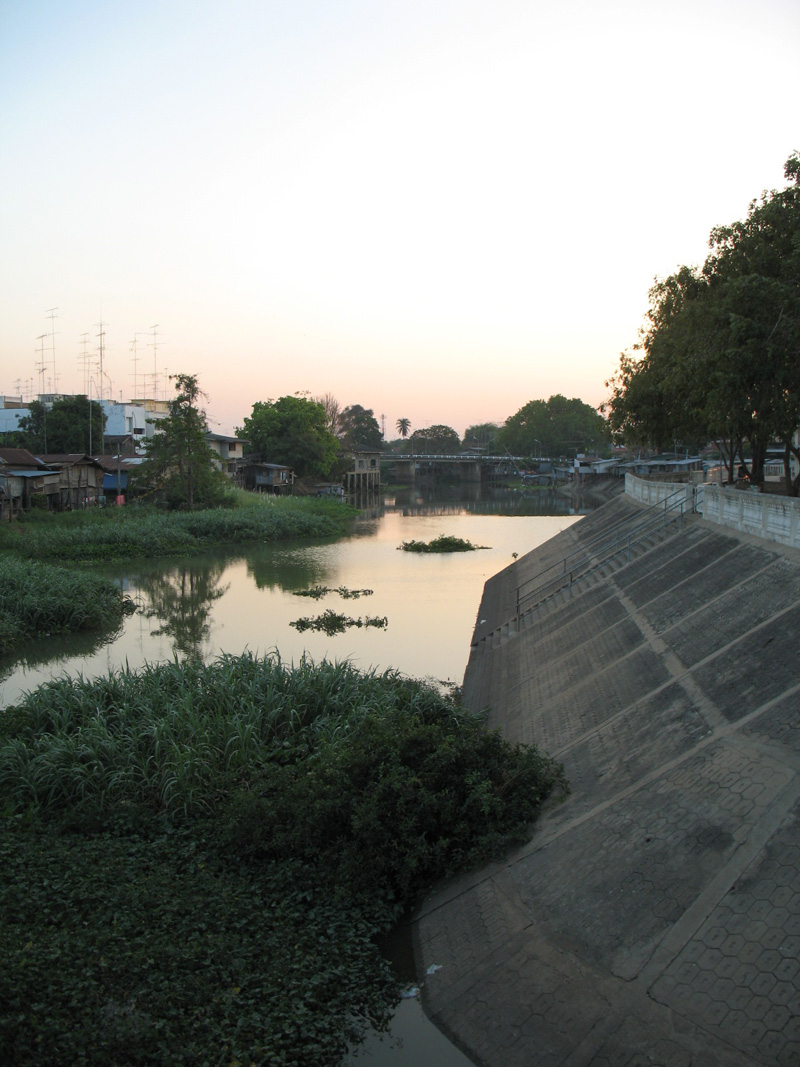
Sông Lopburi

## Địa lý
Tây nam huyện là đồng bằng thấp, phần còn lại là các khu vực đồng bằng xen lẫn đồi.
Ngoài sông Lopburi, nguồn nước chính quan trọng của huyện này còn có hồ chứa Sap Lek và Khlong Raphiphat.
Các huyện giáp ranh (từ phía tây theo chiều kim đồng hồ) là Tha Wung, Ban Mi, Khok Samrong và Phatthana Nikhom của tỉnh Lopburi, Phra Phutthabat, Nong Don và Don Phut của Saraburi Province, Ban Phraek của tỉnh Ayutthaya, và Chaiyo của tỉnh Ang Thong.

## Hành chính
Huyện này được chia thành 24 phó huyện (tambon), các đơn vị này lại được chia ra thành 223 làng(muban). Thị xã (thesaban mueang) Lopburi nằm trên toàn bộ tambon Tha Hin và một phần của Thale Chup Son. Có 2 đô thị phó huyện (thesaban tambon): Khao Phra Ngam nằm trên toàn bộ tambon Khao Phra Ngam, còn Khok Tum nằm trên khu vực tambon Khok Tum và Nikhom Sang Ton Eng. Có 19 Tổ chức hành chính tambon.
| STT | Tên                 | Thai         | Dân số |
| --- | ------------------- | ------------ | ------ |
| 1.  | Thale Chup Son      | ทะเลชุบศร     | 34,742 |
| 2.  | Tha Hin             | ท่าหิน         | 8.487  |
| 3.  | Kok Ko              | กกโก         | 8.304  |
| 4.  | Kong Thanu          | โก่งธนู        | 4.893  |
| 5.  | Khao Phra Ngam      | เขาพระงาม    | 28,664 |
| 6.  | Khao Sam Yot        | เขาสามยอด    | 28,262 |
| 7.  | Khok Kathiam        | โคกกะเทียม    | 4.833  |
| 8.  | Khok Lam Phan       | โคกลำพาน     | 3.554  |
| 9.  | Khok Tum            | โคกตูม        | 15.504 |
| 10. | Ngio Rai            | งิ้วราย        | 5.592  |
| 11. | Don Pho             | ดอนโพธิ์       | 3.582  |
| 12. | Talung              | ตะลุง         | 5.218  |
| 14. | Tha Khae            | ท่าแค         | 13.666 |
| 15. | Tha Sala            | ท่าศาลา       | 12.515 |
| 16. | Nikhom Sang Ton Eng | นิคมสร้างตนเอง | 11.737 |
| 17. | Bang Khan Mak       | บางขันหมาก    | 8.935  |
| 18. | Ban Khoi            | บ้านข่อย       | 3.081  |
| 19. | Thai Talat          | ท้ายตลาด      | 3.039  |
| 20. | Pa Tan              | ป่าตาล        | 12.523 |
| 21. | Phrommat            | พรหมมาสตร์    | 6.779  |
| 22. | Pho Kao Ton         | โพธิ์เก้าต้น     | 10.540 |
| 23. | Pho Tru             | โพธิ์ตรุ        | 2.721  |
| 24. | Si Khlong           | สี่คลอง        | 1.067  |
| 25. | Thanon Yai          | ถนนใหญ่       | 9.604  |

Mã địa lý 13 không được sử dụng.